# Captain Ahab
Captain Ahab (englisch; polnisch Kapitan Ahab ‚Kapitän Ahab‘) ist ein markanter Brandungspfeiler aus basaltischen Dykes im Archipel der Südlichen Shetlandinseln. Er ragt südöstlich von Trowbridge Island in der Destruction Bay von King George Island auf.
Polnische Wissenschaftler benannten ihn 1984 nach dem Kapitän des Walfängers Pequod in Herman Melvilles 1851 veröffentlichtem Roman Moby-Dick.